# Castles for Two
Castles for Two è un film muto del 1917 diretto da Frank Reicher. Il soggetto della storia, il cui titolo originale era Rich Girl--Poor Girl, si deve a Beatrice DeMille e Leighton Osmun che firmarono anche la sceneggiatura del film.

## Trama
Patricia Calhoun, una ereditiera americana, si reca in Irlanda, a casa della nonna, alla ricerca delle fate di cui la nonna le raccontava quando lei era piccola. Lì, incontra Brian O'Neil, e i due si innamorano. Ma Brian è povero e le sue tre sorelle cercano di convincerlo a lasciare perdere Patricia, che tutti pensano sia una ragazza povera, per trovare invece una ricca donna americana da sposare così da salvare la loro proprietà di famiglia. Brian, pur se innamorato, cede alle sorelle. Patricia, allora, gli fa lo scherzo di far passare la sua domestica per la vera ereditiera e assiste a tutte le sue manovre per giungere a dichiararsi alla donna. Alla fine, lo scherzo si conclude e a Brian viene rivelata la vera identità di Patricia. I due possono finalmente convolare a nozze e lui riesce, in questo modo, a salvare la casa di famiglia.

## Produzione
Il film fu prodotto dalla Jesse L. Lasky Feature Play Company.

## Distribuzione
Il copyright del film, richiesto dalla Jesse L. Lasky Feature Play Co., fu registrato il 23 febbraio 1917 con il numero LP10261.
Distribuito dalla Paramount Pictures e presentato da Jesse L. Lasky, il film uscì nelle sale statunitensi il 5 marzo 1917.
Copia completa della pellicola si trova conservata negli archivi della Library of Congress di Washington.